# Silentium skrifter
Silentium skrifter är ett mindre bokförlag i Sturefors som ger ut andlig litteratur, delvis med anknytning till tidiga kristna källor. I deras utgivning finns författare från 300-talet till 2000-talet. Sedan 2000 har förlaget publicerat mer än 40 titlar.

## Utgivning (urval)
| Författare     | Titel                                                    | Utgivningsår |
| -------------- | -------------------------------------------------------- | ------------ |
| Thomas Merton  | Främlingen och världen                                   | 2015         |
| Martin Lönnebo | Enhetens språk                                           | 2019         |
| Marie Tonkin   | Silver och eld : dikter                                  | 2020         |
| Peter Halldorf | Därför sörjer jorden                                     | 2021         |
| Erik Varden    | Allt som är värt att minnas                              | 2021         |
| Thomas Merton  | Dikter i urval                                           | 2022         |
| Peter Halldorf | 21 kyrkofäder: historien om hur kristendomen utvecklades | 2022         |